# Middleton (Warwickshire)
Pour les articles homonymes, voir Middleton.
Middleton est un village et une paroisse civile du Warwickshire, en Angleterre.

## Toponymie
Middleton est un toponyme d'origine vieil-anglaise. Il désigne une ferme (tūn) située au milieu (middel). C'est un nom de lieu courant en Angleterre.

## Géographie
Middleton est un village du Warwickshire, un comté des Midlands de l'Ouest. Il se situe dans le nord de ce comté, à 7 km au sud de Tamworth et à 12 km au nord de Coleshill. Le centre-ville de Birmingham se trouve à une vingtaine de kilomètres au sud-ouest.
Au Moyen Âge, Middleton relève du hundred de Hemlingford (en). Après l'abandon du système des hundreds, il est rattaché au district rural de Tamworth (en) de 1894 à 1964, puis au district rural de Meriden (en) de 1964 à 1974 et enfin au district non métropolitain du North Warwickshire depuis 1974.
Pour les élections à la Chambre des communes, Lea Marston appartient à la circonscription de North Warwickshire.

## Histoire
Le Domesday Book indique qu'en 1086, les 8 hides de terres arables à Middleton sont partagés équitablement entre le seigneur anglo-normand Hugues de Grandmesnil et sa femme Alice de Beaumont. Le village compte alors 41 habitants et sa valeur annuelle est évaluée à 12 livres. Le manoir de Middleton passe ultérieurement à la famille Marmion, seigneurs du château de Tamworth. À la mort du baron Philip Marmion (en), en 1291, son héritage est partagé entre ses trois filles et sa petite-fille Joan, épouse d'Alexander de Freville. Leur part du manoir est celle dont la transmission peut être le mieux retracée.

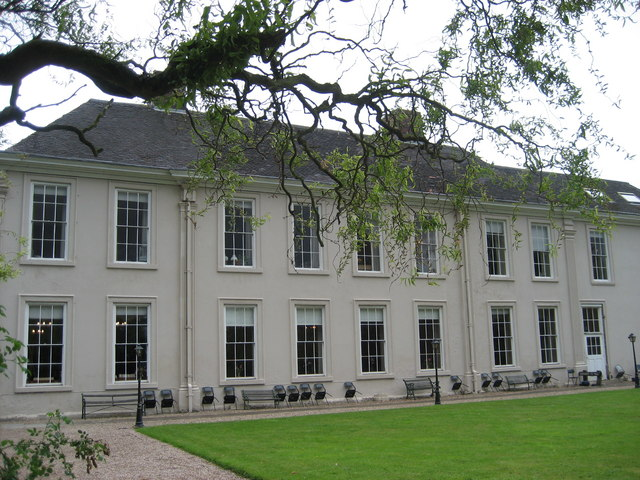
Middleton Hall.

À la fin du XVe siècle, Middleton devient la propriété de la famille Willoughby de Wollaton Hall. C'est au manoir de Middleton Hall (en) que naît en 1635 l'ornithologue Francis Willughby. Les Willoughby reçoivent le titre de baron Middleton (en) en 1711.

## Démographie
Au recensement de 2011, la paroisse civile de Middleton comptait 630 habitants.
| Année | Population |
| ----- | ---------- |
| 1801  | 544        |
| 1811  | 594        |
| 1821  | 623        |
| 1831  | 550        |
| 1841  | 505        |
| 1851  | 492        |
| 1881  | 465        |
| 1891  | 415        |
| 1901  | 391        |
| 1911  | 418        |
| 1921  | 432        |
| 1931  | 452        |
| 1951  | 660        |
| 1961  | 632        |
| 2011  | 630        |

## Culture locale et patrimoine

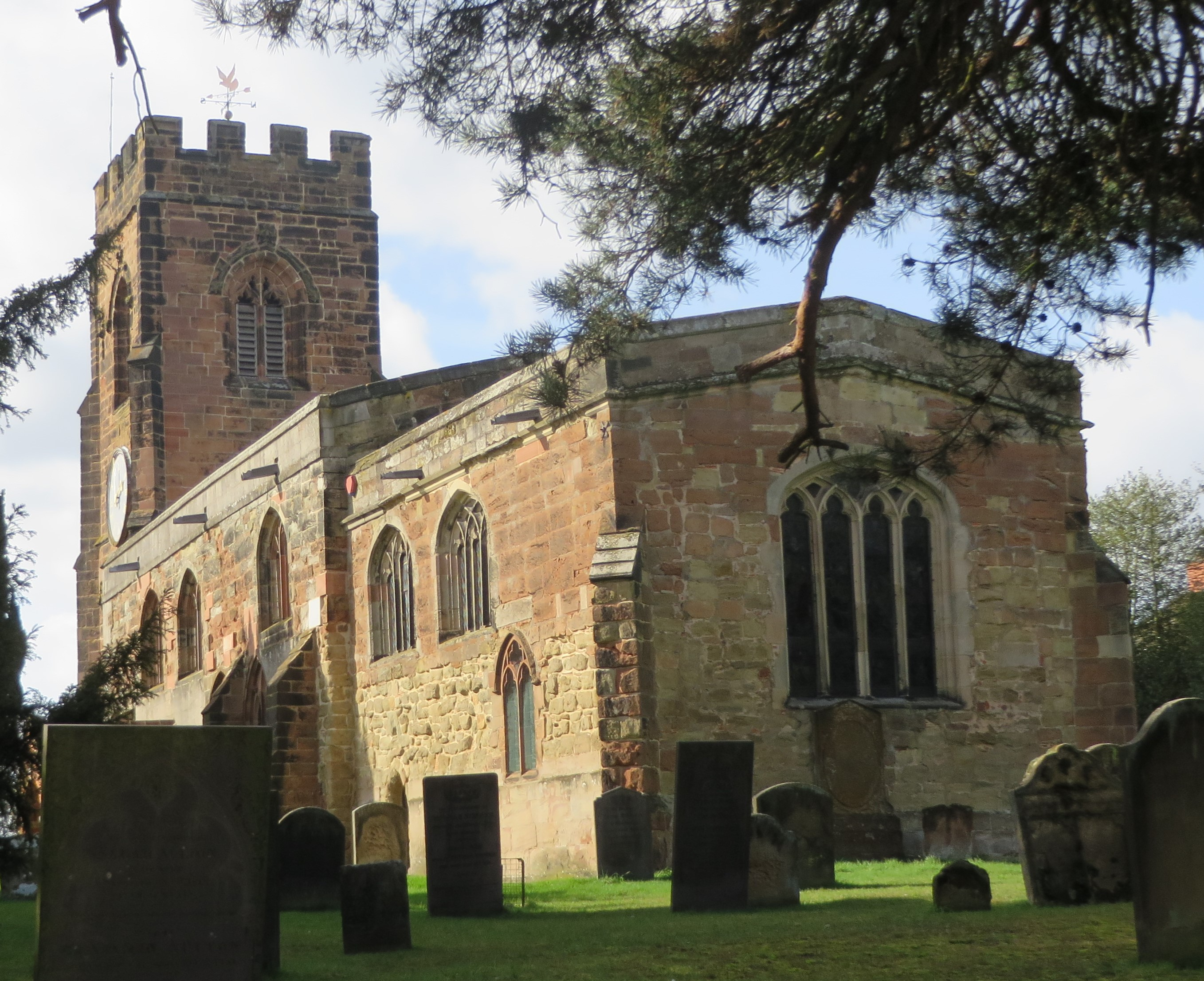
L'église Saint-Jean-Baptiste de Middleton.

La majeure partie du manoir de Middleton Hall (en) date du début du XVIIIe siècle, mais il comprend quelques bâtiments de l'époque médiévale. Il constitue un monument classé de grade II* depuis 1989.
L'église paroissiale de Middleton (en) est dédiée à Jean le Baptiste. La nef et le chancel remontent au milieu du XIIe siècle, le collatéral nord et l'arcade ont été ajoutés à la fin du XIIIe siècle et la tour date de la fin du XVe siècle. Elle a été restaurée au XVIIIe siècle et en 1876. C'est un monument classé de grade II* depuis 1989.